# ブルース・ハーラン
ブルース・アイラ・ハーラン（Bruce Ira Harlan、1926年1月2日 - 1959年6月22日）は、アメリカの飛込選手。オリンピック金メダリストである。1948年のロンドンオリンピックに出場し、1つの金メダルと1つの銀メダルを獲得した。
ペンシルベニア州ランズダウンの高校ではレスリングと棒高跳びをしていた。第二次世界大戦中はアメリカ海軍に所属した。1954年から59年にかけてミシガン大学で飛込競技を指導した。1959年6月21日にコネチカット州フェアフィールドで行われた公開試合に参加している。飛び込み台の足場を解体するのを手伝っている最中に、27フィート (8.2 m)の高さから落ちて亡くなった。
1973年に国際水泳殿堂入りした。
1961年にミシガン・インタースカラスティック・スイム・コーチズ・アソシエーション (MISCA) がハーランの栄誉を称えて設立され、賞を授与した。この賞はミシガン高校の飛び込みに対して実際にリーダーシップを発揮することや貢献・奉仕し続けている指導者に対して与えられる賞である。